# Dopo Campoformio
Dopo Campoformio è una raccolta poetica di Roberto Roversi pubblicata nel 1962.

## Edizioni
Uscito nel 1962, si tratta dell'unica raccolta di poesie dell'autore bolognese edita da una grande casa editoriale (Feltrinelli). 
La seconda edizione, uscita tre anni dopo, è pubblicata da Einaudi e mostra delle differenze rispetto all'originale. La poesia conclusiva, Iconografia ufficiale, è stata composta, difatti, dopo l'evento della diga del Vajont. Sono presenti, inoltre, della modifiche in alcuni componimenti. 

## Temi
Il titolo della raccolta fu deciso dall'autore come critica a seguito dell'evento omonimo. Secondo Roversi, dopo il fatto del 1797, la storia non è più progredita. Gli eventi che hanno segnato il declino definitivo di una mancata rivoluzione furono le stesse guerre mondiali, che hanno portato peggioramenti e morti senza senso. L'autore bolognese, da sempre affascinato dalla politica marxista, riteneva che l'uomo doveva credere in un cambiamento diverso, senza ricorrere ad una guerra di conquista territoriale ma ideologica.

## Stile
Roversi vedeva la raccolta come un unico grande componimento poetico. Egli stesso la definì un libro poema .
Affianca per il suo stile nuovo e iconografico il pensiero del Gruppo 63. 
Le poesie sono suddivise in strofe a versi liberi. Ciascuna lassa prende un sottotitolo che si ricollega al titolo principale. 

## Le poesie
Le 11 poesie presenti (10 se si considera la prima edizione) sono in ordine cronologico. Esse coprono un arco temporale che va dalla fine del XVIII secolo fino agli anni '60 del XX secolo.
- Il tedesco imperatore

- Una terra

- La raccolta del fieno

- Pianura Padana

- Le lupe dorate

- Lo Stato della Chiesa

- Zum Arbeitslager Treblinka

- Il sogno di Costantino

- La bomba di Hiroshima

- Prima dell'autunno

- Iconografia ufficiale